# Megan Montaner

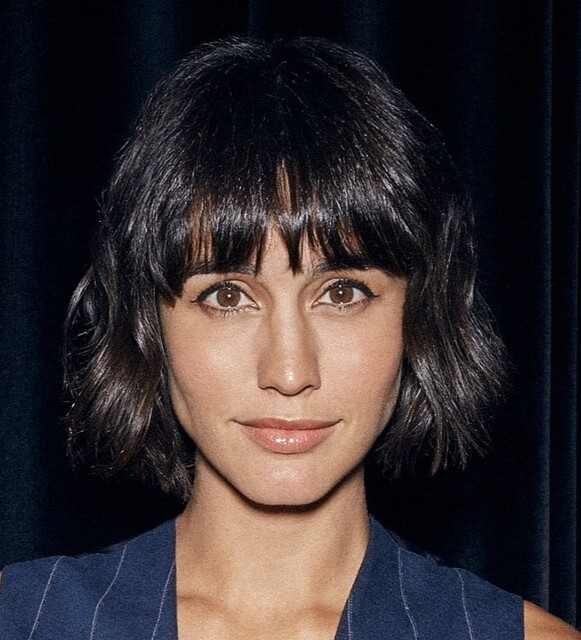
Megan Montaner, 2022

Megan Gracia Montaner (geb. am 21. August 1987 in Huesca, Aragon) ist eine spanische Schauspielerin und Model. Sie trat vor allem in Film- und Fernsehproduktionen auf.

## Leben und Karriere
Nach ihrer Schulzeit absolvierte Montaner eine Ausbildung zur Maskenbildnerin, ehe sie nach Madrid ging und 2008 begann an der Schauspielschule von Christina Rota zu studieren.
2010 bekam sie ihre erste Rolle in der Fernsehserie La pecera de Eva.
Von 2014 bis 2015 spielte sie in der zweistaffeligen Thriller- und Menschenhandel-Serie Sin identidad die Hauptrolle der Maria, für die sie mit dem Premios Zapping als beste Schauspielerin ausgezeichnet wurde, sowie für den Preis der Unión de Actores y Actrices als beste Schauspielerin nominiert wurde.
2019 und 2021 wurde sie für den Premios Iris als beste Schauspielerin für ihre Rolle in La caza nominiert, sie 2021 für den Premios Feroz als beste Seriendarstellerin in 30 Monedas.

## Resonanz
Die Zeitung Las Provincias beschrieb Montaner als eine der gegenwärtig angesagtesten Schauspielerinnen Spaniens.

## Privatleben
Montaner ist seit 2013 mit dem Biologen Gorka Ortúzar liiert, mit dem sie zwei Kinder (Káel, geb. 2017) und Soren (geb. 2023) hat.

## Auszeichnungen
- 2015: Premios Zapping: Beste Schauspielerin, für Sin Idendtidad (ausgezeichnet).
- 2015: Unión de Actores y Actrices: Beste Schauspielerin (nominiert).
- 2019: Premios Iris: Beste Schauspielerin, für La caza (nominiert).
- 2021: Premios Iris: Beste Schauspielerin, für La caza (nominiert).
- 2021: Premios Feroz: Beste Hauptdarstellerin in einer Serie für 30 Monedas (nominiert).

## Filmographie (Auswahl)
- 2010: La pecera de Eva, Fernsehserie
- 2010: Vuelo IL8714, Fernsehserie
- 2010–2011: Amar es para siempre, Fernsehserie
- 2011–2014: El secreto de Puente Viejo, Fernsehserie
- 2013: Tormenta, Fernsehserie
- 2013: Gran Hotel, Fernsehserie
- 2014: Dioses y perros, Spielfilm
- 2014: Por un puñado de besos, Spielfilm
- 2014–2015: Sin identidad, Fernsehserie
- 2014–2016: Víctor Ros, Fernsehserie
- 2016: Fuoco amico: Tf45 - Eroe per amore, Fernsehserie
- 2016: La embajada
- 2017: Señor, dame paciencia, Spielfilm
- 2017–2018: Velvet Colección, Fernsehserie
- 2019: Lejos de ti, Fernsehserie
- 2019: La caza. Monteperdido, Fernsehserie
- 2020–2023: 30 Monedas, Fernsehserie
- 2021: La caza. Tramuntana, Fernsehserie
- 2022: Si lo hubiera sabido, Fernsehserie
- 2022: La vida padre, Spielfilm
- 2023: La caza. Guadiana, Fernsehserie